# Karel I van Hohenzollern
Karel I van Hohenzollern (Brussel, 1516 – Sigmaringen, 18 maart 1576) was van 1525 tot aan zijn dood graaf van Hohenzollern. Hij behoorde tot het huis Hohenzollern.

## Levensloop
Karel was de oudste zoon van graaf Eitel Frederik III van Hohenzollern en Johanna van Witthem, dochter van Filips, heer van Beersel en Boutersem. Na de dood van zijn vader in 1525 erfde hij het graafschap Hohenzollern.
Keizer Karel V was een persoonlijke vriend van zijn vader en de dooppeter van Karel. De zus van Karel V, koningin Eleonora van Portugal, was zijn doopmeter. Door zijn goede relatie met keizer Karel V kon hij al snel hoge functies bekleden in het Heilige Roomse Rijk. Toen Karel twaalf jaar werd, financierde Karel V zijn opleiding in Madrid.
Karel was aartskamerheer van het Heilige Roomse Rijk en werd voorzitter van de Rijkshofraad in Wenen, een van de belangrijkste gerechtshoven van het Heilige Roomse Rijk. De functie van voorzitter kreeg Karel al kort na zijn meerderjarigheid in 1534. Hetzelfde jaar kreeg hij van keizer Karel V de regering over het graafschap Sigmaringen en het graafschap Veringen toegewezen, waarna hij in 1535 beide gebieden als rijksleen kreeg. Op 15 februari 1540 sloot Karel dan weer een verdrag met graaf Frederik van Fürstenberg en diens erfopvolgers, die hem delen van Sigmaringen, Laiz en Inzigkofen verkochten.
Na de dood van zijn neef Justus Nicolaas II in 1558 had Karel I de oorspronkelijke bezittingen van het huis Hohenzollern ongedeeld in handen. Zijn bezittingen omvatten vanaf dan de graafschappen Zollern, Sigmaringen, Veringen, Böhringen, Haigerloch en Wehrstein. Na zijn dood in 1576 werden zijn bezittingen onder zijn vier zonen verdeeld.
De officiële verdeling gebeurde volgens het eerste Zollern-huisverdrag, dat in 1575 werd opgesteld en het eerstgeboorterecht invoerde. De oudste zoon Eitel Frederik IV kreeg Hohenzollern-Hechingen, de tweede zoon Karel II kreeg Hohenzollern-Sigmaringen en Böhringen, de derde zoon Christoffel kreeg Hohenzollern-Haigerloch en de jongste zoon Joachim werd titelvoerend graaf van Zollern.

## Huwelijk en nakomelingen
In 1537 huwde Karel met Anna van Baden(1512-1579), dochter van markgraaf Ernst van Baden-Durlach. Ze kregen elf kinderen:
- Ferfried (1538-1556)
- Maria (1544-1611), huwde met Schweikhard von Helfenstein, voorzitter van het Rijkskamergerecht en keizerlijk stadhouder
- Eitel Frederik IV (1545-1605), graaf van Hohenzollern-Hechingen
- Karel II (1547-1606), graaf van Hohenzollern-Sigmaringen
- Johanna (1548-1604)
- Maria Jacoba (1549-1578), huwde met Leonhard V von Harrach
- Eleonora (1551-1598)
- Christoffel (1552-1592), graaf van Hohenzollern-Haigerloch
- Magdalena (1553-1571), kloosterzuster in Holz
- Joachim (1554-1587), titelvoerend graaf van Zollern
- Cunigunde (1558-1595), kloosterzuster in Inzigkofen